# 淀川
淀川（日语：／ Yodogawa */?）是日本一條自琵琶湖流出的河流，長75.1公里，流域面積8240平方公里。

## 地理
自大津市流出琵琶湖時名為瀨田川（せたがわ），入京都府后名為宇治川（うじがわ），在京都府與大阪府交界處的大山崎町，與桂川、木津川匯流，名為淀川。之后向南流向大阪平原，在大阪市注入大阪灣。

## 關連項目
- 琵琶湖
- 關西電力
- 浪速淀川花火大會

## 外部連結
- 淀川河川事務所（国土交通省近畿地方整備局）
- 琵琶湖河川事務所（国土交通省近畿地方整備局）
- agua 淀川 （页面存档备份，存于）